# Tactical Ops: Assault on Terror
 (juin 2015).
Si vous disposez d'ouvrages ou d'articles de référence ou si vous connaissez des sites web de qualité traitant du thème abordé ici, merci de compléter l'article en donnant les références utiles à sa vérifiabilité et en les liant à la section « Notes et références ».
Tactical Ops: Assault on Terror est un jeu vidéo de tir à la première personne, basé sur le jeu d'équipe, comparable à Counter-Strike. À l'origine, le jeu était un mod d'Unreal Tournament avec pour titre S.W.A.T. 1.0 bêta (puis S.W.A.T. 1.1, Tactical Ops 1.2 jusqu'à 2.2). En avril 2002, la version retail fut mise en vente. C'est une version autonome, c'est-à-dire, qu'elle n'a pas besoin du jeu de base pour fonctionner. De plus, elle contient des cartes additionnelles non disponibles en téléchargement libre.
Le jeu a été développé par Kamehan Studios jusqu'à la version 3.4. En 2004, les fans ont demandé la permission à Atari Inc. de créer un nouveau patch. Ainsi, le 16 mars 2005, la version 3.5.0 a vu le jour.
Selon CSports.net, Tactical Ops fait partie des 20 jeux en ligne les plus populaires.

## Avis du public
Bien que certains considèrent Tactical Ops comme le clone de Counter-Strike, le public a été séduit par le graphisme, optimisé grâce à la supériorité du moteur graphique utilisé (Unreal Tournament) par rapport au moteur Goldsrc d'Half-Life (utilisé par Counter-Strike). Néanmoins, les cartes peu détaillées et le petit nombre de skins (personnages) ont été matière à critique. C'est avec la version retail que sont apparues les cartes avec un plus grand niveau de détails, surpassant même les cartes d'Unreal Tournament.

## La suite
Une suite non officielle est annoncée le 1er avril 2005. Elle s'appelle Tactical Ops: Crossfire. Cette version a été créée par certains développeurs originaux du jeu, du patch 3.5 et de TOST (Tactical Ops Serveradmin Tool). La première bêta a été mise à disposition le 28 avril 2006. Tactical Ops: Crossfire est un mod gratuit d'Unreal Tournament 2004. Il n'y aura pas pour l'instant de version autonome (ou retail).
Alors que la communauté du jeu était incertaine du succès de Tactical Ops (des versions bêta à la version 1.2), la sortie de la version 1.5 a permis une augmentation du nombre de joueurs grâce un bon gameplay. La version Crossfire a pour but d'attirer plus de joueurs avec de meilleurs graphismes, un meilleur gameplay, de nombreux bugs corrigés et l'occasion d'essayer de devenir le principal mod d'Unreal Tournament 2004.

La version 2.0 de Tactical Ops: Crossfire et l'ajout d'un anti-triche, vont conforter sa place dans les meilleurs mod d'Unreal Tournament 2004.
Une autre suite s'annonce un peu plus tard, mod en développement depuis 2008, Tactical Assault se voudrait le successeur de Tactical Ops sous le moteur d'Unreal Tournament 3.

## Armes
Tactical Ops offre un large choix d'armes. En plus des armes listées ci-dessous, beaucoup de serveurs utilisent des "mutators" qui permettent d'augmenter le nombre d'armes dans le jeu. Le Steyr AUG, le Famas, les grenades "toxiques", les bombes C4 à compte à rebours sont des armes ajoutées grâce aux "mutators". Les noms en parenthèses sont utilisés en mode un joueur (pour des raisons légales).
- Terroristes
  - Glock 23 (GL 23)
  - MAC-10 (UZI)
  - Mossberg 590 (Berg 509)
  - MP5 Navy
  - Saiga-12 (AS 12)
  - AK-47
  - SIG-551 (SW Commando)
  - M60 machine gun
- Forces spéciales
  - Beretta 92F/FS (9F2 Glorietta)
  - Taurus Raging Bull (Raging Cobra)
  - HK SMG II (AP II)
  - MP5SD
  - Franchi SPAS 12 (BW SPS 12)
  - M4A1/M203
  - HK 33 (RK3 Rifle)
  - Parker Hale 85 (en)
- Armes communes
  - Desert Eagle (Black Hawk)
  - M16A2
  - MSG90 (SR 90)
  - Concussion grenade
  - Flashbang
  - Smoke Grenade
  - High Explosive Grenade

## Sources à lier
- IGN: Tactical Ops
- Gamekult : Test de Tactical Ops : Assault on Terror
- ActionTrip: Tactical Ops: Assault on Terror Review
- GWN: Tactical Ops: Assault On Terror